# Jasper van der Werff
Jasper van der Werff (San Gallo, 9 dicembre 1999) è un calciatore svizzero, difensore dell'U Cluj.

## Caratteristiche tecniche
È un difensore centrale.

## Carriera

### Club
Ha giocato nella prima divisione svizzera ed in quella austriaca.

### Nazionale
Ha giocato nelle nazionali giovanili svizzere Under-16 ed Under-21.

## Palmarès

### Club

#### Competizioni nazionali
- Coppa d'Austria: 1

Salisburgo: 2018-2019
- Campionato austriaco: 1

Salisburgo: 2018-2019